# Кара Трифун
Кара Трифун е виден български книжар от XVI век.

## Биография
Около 1559 година Кара Трифун отваря първата българска и църковнославянска книгопродавалница в Скопие, тогава в Османската империя. Продава предимно църковнославянски книги, които са отпечатани във Виена от съдружника му Яков Крайков, първия български художник-оформител. Сред предлаганите книги са „Часословец“ (1566), „Псалтир“ (1569), „Требник“ (1569), „Молитвеник“ (1570), „Различни потребий“ (1572) и други. В края на отпечатания от Крайков „Псалтир“ е публикувано първото българско книжарско обявление.
| „ | И който, за каквато и да е потреба, пожелае от светите книги, то всички те са пренесени в град Скопие у Кара Трифун. | “ |

Книжарницата има големи приноси към отстояването на българщината. Обслужва Скопската, Самоковската и Кюстендилската епархия. Кара Трифун продава също така и книжарски материали и италианска хартия.